# WIN WIN Gothenburg Sustainability Award
Le WIN WIN Gothenburg Sustainability Award — autrefois dénommé Göteborgspriset för hållbar utvecklingle (Prix Göteborg pour le développement durable) et, encore auparavant, Göteborgs internationella miljöpris (Prix Göteborg international de l’environnement) — est une distinction internationale, décernée chaque année depuis l’année 2000, dont l’objectif premier vise à récompenser les personnes ou organisations qui, en qualité de pionnières, s’investissent corps et âme au profit du développement durable. Le prix a été créé par l’ancien président du conseil municipal de Göteborg, Göran Johansson (sv), et l’homme d’affaires Carl Bennet (en).

## Modalités

### Comité
Le prix, doté d’un million de couronnes suédoises, porte chaque année sur une nouvelle thématique. Décerné en collaboration avec la ville de Göteborg, le comté de Västra Götaland et onze sociétés partenaires, son comité local, fondé sur une association à but non lucratif, est dirigé par un responsable opérationnel depuis un bureau basé à Göteborg.

### Jury
Le jury, présidé par Emma Dalväg, consultante en développement durable, se compose de six membres : 
- Johanna Ståhl, rédactrice en chef journal suédois à vocation écologique Camino (sv).
- Sverker Jagers, professeur de sciences politiques à l’université de Göteborg.
- Björn Siesjö, architecte à Göteborg.
- Ola Serneke, fondatrice et directrice générale du groupe de construction Serneke (sv).
- Anna Lidström, créatrice de mode et doctorante en mode durable au Textilhögskolan de Borås.

### Direction
Le conseil de l’association est dirigé par :
- Axel Josefsson, président du conseil municipal de Göteborg[4],[5].

- Anneli Hulthén, ancienne présidente du conseil municipal de la ville de Göteborg et à la tête du comité du prix Göteborg durant plusieurs années.

### Lauréats
- 2021 : Jóhannes Stefánsson, est un lanceur d'alerte qui a révélé un scandale de corruption de grande ampleur lié au quotas de pêche en Namibie[3].
- 2020 : Ipes[2] Allemagne est une association intergouvernementale, liée à l'ONU. Le thème de l'année était biodiversité[1].
- 2019 : Arash Derambarsh qui, par son investissement à l’encontre du gaspillage alimentaire, a contribué à modifier la loi française (interdiction de jeter des aliments consommables, sur le point de ne plus l'être, etc.)[6],[7],[8].

- 2018 : la symbiose Kalundborg, pionnière de la symbiose industrielle établie sous forme de collaboration prévalant entre neuf entreprises au sein de la ville danoise de Kalundborg[9].

- 2017 : Alejandro Aravena et le cabinet d’architectes ELEMENTAL pour leur travail novateur en matière de logement durable[10].

- 2016 : Park Won-soon, maire de Séoul, à la tête de l’une des premières villes au monde à œuvrer pour le partage des ressources[11],[12],[13],[14].

- 2015 : Peter Hennicke (de)[15], Beate Weber-Schuerholz[16] et Jeremy Legget[17], sur le thème de la transformation de l’énergie solaire et l’efficience énergétique.

- 2014 : Paul Polman, pour l’établissement de son postulat selon lequel les valeurs sociales et environnementales se doivent d’être conjointement prises en compte au sein de toute entreprise[18].

- 2013 : Janine Benyus[19] et Pavan Suhkdev[20] sur le thème des services de la nature et des solutions ingénieuses.

- 2012 : Michael Biddle[21] et Björn Söderberg (sv)[22].

- 2011 : Kofi Annan et le projet Tigré en Éthiopie reçoivent le prix récompensant les travaux sur l’approvisionnement durable en nourriture sur le continent africain.

- 2010 : Ken Sherman, océanographe et biologiste marin aux États-Unis, et Randall Arauz, président de l’organisation environnementale PRETOMA au Costa Rica, pour leur contribution à la recherche de solutions prônant une relation durable avec la mer.

- 2009 : Anna Kajumulo Tibaijuka, Enrique Peñalosa et Sören Hermansen.

- 2008 : Theo Colborn, Margot Wallström, Jan Ahlmbom et Ulf Duus, pour leurs diverses contributions complémentaires visant à démontrer les effets négatifs des produits chimiques sur les écosystèmes et la santé.

- 2007 : Al Gore, pour son travail visant à sensibiliser l’homme à la gravité de la situation climatique et à ce que nous pouvons et devons tous faire.

- 2006 : Takeshi Uchiyamada, Takehisa Yaegashi et Yuichi Fujii pour leur contribution au développement de la première voiture hybride commerciale au monde, la Prius.

- 2005 : la coopérative rwandaise de Maraba, Abahuzamugambi, pour ses travaux sur la production de café socialement, économiquement et écologiquement durable.

- 2004 : Joan Bavaria aux États-Unis et Tessa Tennant au Royaume-Uni, pionnières dans le domaine des investissements durables.

- 2003 : Hans Eek en Suède et Wolfgang Feist (de) en Allemagne, pour la technologie des maisons passives permettant de construire des maisons sans système de chauffage.

- 2002 : Gro Harlem Brundtland pour son initiative visant à définir le concept de développement durable.

- 2001 : les organisations d’éco-étiquetage FSC et KRAV pour leurs efforts ayant trait à l’adaptation de l’agriculture et de la foresterie par rapport au développement durable.

- 2000 : Geoffrey Ballard, chef d’entreprise et entrepreneur, pour ses efforts touchant à la commercialisation d’une technologie de piles à combustible[23].

## Source
- (sv) Cet article est partiellement ou en totalité issu de l’article de Wikipédia en suédois intitulé « Göteborgspriset för hållbar utveckling » (voir la liste des auteurs).